# Kodaline

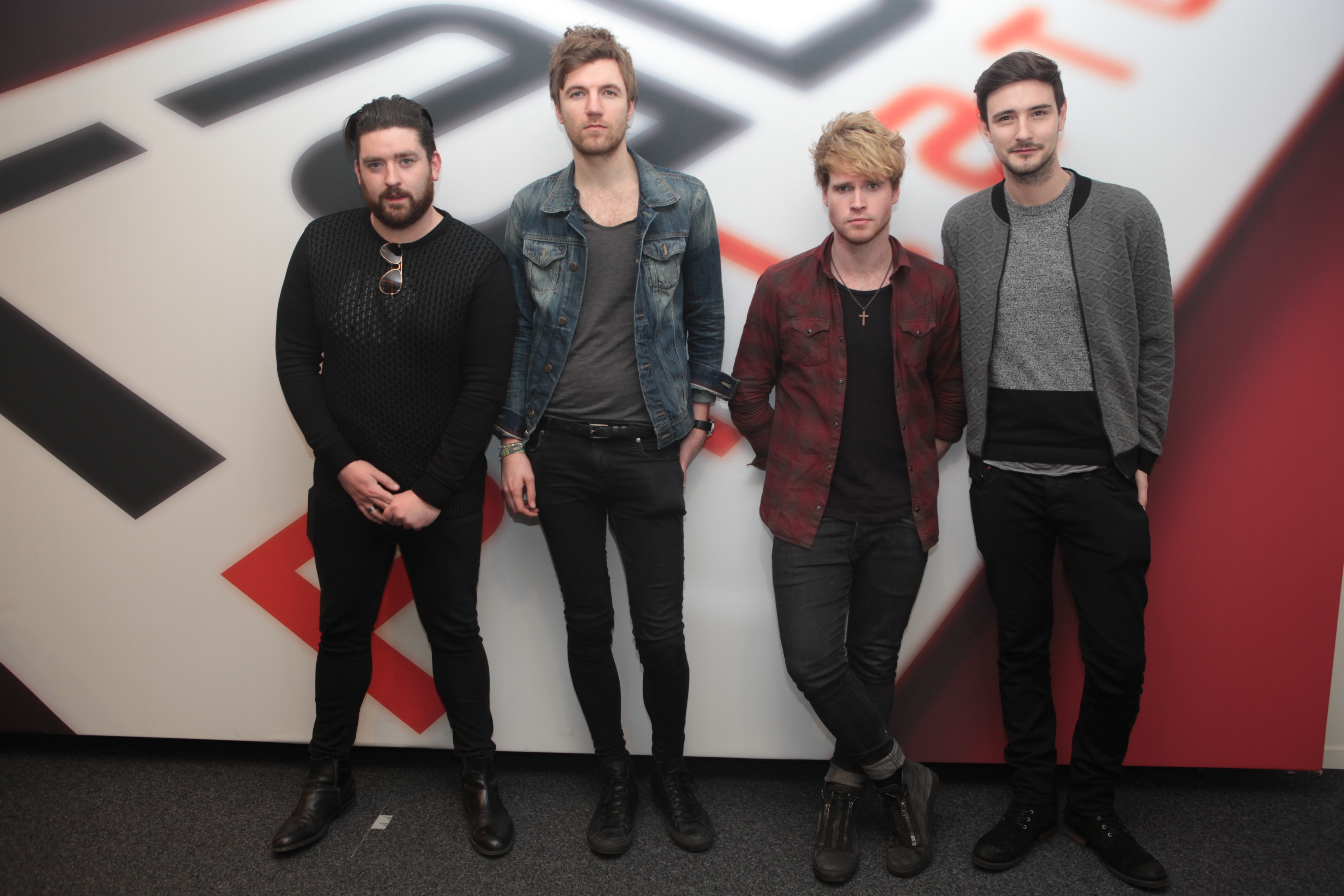
Kodaline (2015)

Kodaline ist eine irische Alternative-Rock-Band aus Dublin.

## Geschichte
Ursprünglich begann die Band unter dem Namen 21 Demands und wurde 2005 in Swords im Norden von Dublin gegründet. Sänger Steven Garrigan und Gitarrist Mark Prendergast kannten sich bereits seit dem Alter von acht Jahren aus der Nachbarschaft und aus dem Schulchor. Sechs Jahre danach lernten sie den späteren Schlagzeuger Vinny May kennen. Conor Linnane vervollständigte als Bassist das Quartett. Im Jahr nach der Gründung nahmen sie an der fünften Staffel von You’re a Star im irischen Fernsehen teil. Sie belegten Platz 2 und veröffentlichten danach den Song Give Me a Minute. Das Lied war nicht nur der erste Nummer-eins-Hit in den irischen Charts, der ausschließlich aufgrund von Downloads zustande kam, die Band war auch der erste Spitzenreiter ohne Plattenvertrag. In den nachfolgenden Jahren konnten sie jedoch nicht an den Erfolg anknüpfen. Mit der Trennung von Linnane kam 2011 das Ende der 21 Demands.
Die verbliebenen Drei machten danach mit dem neuen Bassisten Jason Boland unter dem neuen Namen Kodaline weiter. Bereits im Jahr darauf machten sie mit der EP Kodaline auf sich aufmerksam. Der Song All I Want wurde ein Hit im Internet und fand Verwendung in den Fernsehserien Grey’s Anatomy, Castle und The Vampire Diaries. Im Herbst 2012 erschien das Lied als Single und erreichte in Irland Platz 15. Auch die Musikpresse entdeckte sie neu und nahm sie in ihre Prognosen für erfolgreiche Künstler des Jahres 2013 (zum Beispiel Sound of 2013 der BBC, Brand New for 2013 von MTV) auf. Ihr Debütalbum In a Perfect World wurde im Juni 2013 veröffentlicht. Seit 2014 gehört All I Want auch zum Soundtrack des Films Das Schicksal ist ein mieser Verräter nach einem Buch von John Green. Das Lied High Hopes, welches bereits im Jahr 2013 erschien, gehört zum Soundtrack des deutschen Nummer-eins-Kinofilms Fack ju Göhte. Ende 2014 wurde das irische Obdachlosenprojekt High Hopes Choir gegründet, das ihren Nummer-eins-Hit High Hopes coverte und erneut in die Charts brachte.

## Mitglieder
- Steve Garrigan, Sänger, Pianist, Gitarrist
- Mark Prendergast, Gitarrist
- Jason Boland, Bassist
- Vinny May, Schlagzeuger
- Conor Linnane, Bassist

Ehemaliges Mitglied (bei „21 Demands“)

## Diskografie

### Studioalben
| Jahr | Titel Musiklabel                | Höchstplatzierung, Gesamtwochen, AuszeichnungChartplatzierungen (Jahr, Titel, Musiklabel, Platzierungen, Wochen, Auszeichnungen, Anmerkungen) | Höchstplatzierung, Gesamtwochen, AuszeichnungChartplatzierungen (Jahr, Titel, Musiklabel, Platzierungen, Wochen, Auszeichnungen, Anmerkungen) | Höchstplatzierung, Gesamtwochen, AuszeichnungChartplatzierungen (Jahr, Titel, Musiklabel, Platzierungen, Wochen, Auszeichnungen, Anmerkungen) | Höchstplatzierung, Gesamtwochen, AuszeichnungChartplatzierungen (Jahr, Titel, Musiklabel, Platzierungen, Wochen, Auszeichnungen, Anmerkungen) | Anmerkungen                                               |
| Jahr | Titel Musiklabel                | CH | UK | US | IE | Anmerkungen                                               |
| ---- | ------------------------------- | --- | --- | --- | --- | --------------------------------------------------------- |
| 2013 | In a Perfect World RCA/B-Unique | CH8 Gold · (36 Wo.)CH | UK3 Platin · (61 Wo.)UK | US89 (1 Wo.)US | IE1 ×5Fünffachplatin · (279 Wo.)IE | Erstveröffentlichung: 17. Juni 2013 Verkäufe: + 395.000   |
| 2015 | Coming Up for Air RCA/B-Unique  | CH4 (11 Wo.)CH | UK4 Gold · (25 Wo.)UK | US113 (1 Wo.)US | IE1 ×2Doppelplatin · (111 Wo.)IE | Erstveröffentlichung: 9. Februar 2015 Verkäufe: + 130.000 |
| 2015 | iTunes Session B-Unique         | — | — | — | IE52 (1 Wo.)IE | EP Erstveröffentlichung: 26. Juni 2015                    |
| 2018 | Politics of Living Sony         | CH11 (3 Wo.)CH | UK15 (1 Wo.)UK | — | IE1 (33 Wo.)IE | Erstveröffentlichung: 28. September 2018                  |
| 2020 | One Day at a Time Sony          | CH9 (1 Wo.)CH | UK33 (1 Wo.)UK | — | IE2 (5 Wo.)IE | Erstveröffentlichung: 12. Juni 2020                       |
| 2022 | Our Roots Run Deep Fantasy      | — | UK42 (1 Wo.)UK | — | IE2 (1 Wo.)IE | Livealbum Erstveröffentlichung: 14. Oktober 2022          |

Weitere EPs
- 2012: The Kodaline
- 2013: The High Hopes
- 2013: Love Like This
- 2017: I Wouldn’t Be

### Singles als Leadmusiker
| Jahr | Titel Album                              | Höchstplatzierung, Gesamtwochen, AuszeichnungChartplatzierungen (Jahr, Titel, Album, Platzierungen, Wochen, Auszeichnungen, Anmerkungen) | Höchstplatzierung, Gesamtwochen, AuszeichnungChartplatzierungen (Jahr, Titel, Album, Platzierungen, Wochen, Auszeichnungen, Anmerkungen) | Höchstplatzierung, Gesamtwochen, AuszeichnungChartplatzierungen (Jahr, Titel, Album, Platzierungen, Wochen, Auszeichnungen, Anmerkungen) | Höchstplatzierung, Gesamtwochen, AuszeichnungChartplatzierungen (Jahr, Titel, Album, Platzierungen, Wochen, Auszeichnungen, Anmerkungen) | Höchstplatzierung, Gesamtwochen, AuszeichnungChartplatzierungen (Jahr, Titel, Album, Platzierungen, Wochen, Auszeichnungen, Anmerkungen) | Anmerkungen                                                 |
| Jahr | Titel Album                              | DE | CH | UK | US | IE | Anmerkungen                                                 |
| --- | ---------------------------------------- | --- | --- | --- | --- | --- | ----------------------------------------------------------- |
| 2007 | Give Me a Minute –                       | — | — | — | — | IE1 (3 Wo.)IE | Erstveröffentlichung: März 2007 als 21 Demands              |
| 2013 | High Hopes In a Perfect World            | DE— GoldDE | CH38 (17 Wo.)CH | UK16 Gold · (12 Wo.)UK | — | IE1 (67 Wo.)IE | Erstveröffentlichung: 15. März 2013 Verkäufe: + 585.000     |
| 2013 | Love Like This In a Perfect World        | — | — | UK22 Silber · (5 Wo.)UK | — | IE8 (22 Wo.)IE | Erstveröffentlichung: 31. Mai 2013 Verkäufe: + 200.000      |
| 2013 | Brand New Day In a Perfect World         | — | — | UK75 (3 Wo.)UK | — | IE29 (19 Wo.)IE | Erstveröffentlichung: 23. August 2013                       |
| 2013 | All I Want In a Perfect World            | DE— GoldDE | — | UK67 ×2Doppelplatin · (5 Wo.)UK | US— GoldUS | IE15 (94 Wo.)IE | Erstveröffentlichung: 8. Oktober 2013 Verkäufe: + 1.980.000 |
| 2014 | One Day In a Perfect World               | — | — | — | — | IE19 (16 Wo.)IE | Erstveröffentlichung: 6. Februar 2014                       |
| 2014 | Honest Coming Up for Air                 | — | CH61 (2 Wo.)CH | UK39 (3 Wo.)UK | — | IE7 (11 Wo.)IE | Erstveröffentlichung: 8. Dezember 2014                      |
| 2015 | The One Coming Up for Air                | — | — | UK27 Gold · (11 Wo.)UK | — | IE22 (26 Wo.)IE | Erstveröffentlichung: 6. Februar 2015 Verkäufe: + 400.000   |
| 2015 | Ready Coming Up for Air                  | — | — | — | — | IE64 (12 Wo.)IE | Erstveröffentlichung: 15. Mai 2015                          |
| 2015 | Love Will Set You Free Coming Up for Air | — | — | — | — | IE66 (10 Wo.)IE | Erstveröffentlichung: 29. August 2015                       |
| 2017 | Brother Politics of Living               | — | CH18 Platin · (19 Wo.)CH | UK— GoldUK | — | IE36 (19 Wo.)IE | Erstveröffentlichung: 23. Juni 2017 Verkäufe: + 490.000     |
| 2018 | Follow Your Fire Politics of Living      | — | CH82 (1 Wo.)CH | — | — | IE20 (19 Wo.)IE | Erstveröffentlichung: 23. März 2018                         |
| 2018 | Head Held High Politics of Living        | — | — | — | — | IE68 (3 Wo.)IE | Erstveröffentlichung: 24. August 2018                       |
| 2020 | Wherever You Are One Day at a Time       | — | — | — | — | IE66 (7 Wo.)IE | Erstveröffentlichung: 10. Januar 2020                       |
| Folgende Lieder erschienen nicht als Single, wurden aber durch das Album zum Download und Streaming bereitgestellt und konnten somit eine Platzierung erlangen: |                                          | | | | | |                                                             |
| |                                          | | | | | |                                                             |
| 2014 | Take Control –                           | — | — | — | — | IE84 (1 Wo.)IE | Charteinstieg: 20. Februar 2014                             |
| 2014 | Common Ground –                          | — | — | — | — | IE85 (1 Wo.)IE | Charteinstieg: 20. Februar 2014                             |
| 2014 | Way Back When In a Perfect World         | — | — | — | — | IE46 (13 Wo.)IE | Charteinstieg: 19. Juni 2014                                |
| 2018 | Hide and Seek Politics of Living         | — | — | — | — | IE100 (1 Wo.)IE | Charteinstieg: 5. Oktober 2018                              |

Weitere Singles
- 2007: Life Is a Fairground (als 21 Demands)
- 2017: Ready to Change
- 2018: Shed a Tear
- 2018: Worth It

### Singles als Gastmusiker
| Jahr | Titel Album       | Höchstplatzierung, Gesamtwochen, AuszeichnungChartplatzierungen (Jahr, Titel, Album, Platzierungen, Wochen, Auszeichnungen, Anmerkungen) | Höchstplatzierung, Gesamtwochen, AuszeichnungChartplatzierungen (Jahr, Titel, Album, Platzierungen, Wochen, Auszeichnungen, Anmerkungen) | Höchstplatzierung, Gesamtwochen, AuszeichnungChartplatzierungen (Jahr, Titel, Album, Platzierungen, Wochen, Auszeichnungen, Anmerkungen) | Höchstplatzierung, Gesamtwochen, AuszeichnungChartplatzierungen (Jahr, Titel, Album, Platzierungen, Wochen, Auszeichnungen, Anmerkungen) | Höchstplatzierung, Gesamtwochen, AuszeichnungChartplatzierungen (Jahr, Titel, Album, Platzierungen, Wochen, Auszeichnungen, Anmerkungen) | Höchstplatzierung, Gesamtwochen, AuszeichnungChartplatzierungen (Jahr, Titel, Album, Platzierungen, Wochen, Auszeichnungen, Anmerkungen) | Anmerkungen                                                                  |
| Jahr | Titel Album       | DE | AT | CH | UK | US | IE | Anmerkungen                                                                  |
| ---- | ----------------- | --- | --- | --- | --- | --- | --- | ---------------------------------------------------------------------------- |
| 2016 | Raging Cloud Nine | DE69 (11 Wo.)DE | AT47 (13 Wo.)AT | CH24 (17 Wo.)CH | UK42 Gold · (10 Wo.)UK | — | IE9 (22 Wo.)IE | Erstveröffentlichung: 1. April 2016 Verkäufe: + 635.000; Kygo feat. Kodaline |

## Auszeichnungen für Musikverkäufe
| Goldene Schallplatte - Australien - 2013: für die Single High Hopes - Dänemark - 2017: für die Single Raging - 2025: für die Single Brother - Italien - 2019: für die Single All I Want - Kanada - 2017: für die Single Raging - 2018: für das Album In a Perfect World - Neuseeland - 2020: für das Album In a Perfect World - 2023: für die Single Raging - Polen - 2016: für das Album In a Perfect World - 2022: für die Single Raging - 2022: für die Single Brother | Platin-Schallplatte - Dänemark - 2024: für die Single All I Want - Italien - 2018: für die Single Raging - Mexiko - 2019: für die Single Raging - Spanien - 2024: für die Single All I Want 2× Platin-Schallplatte - Neuseeland - 2022: für die Single All I Want |

Anmerkung: Auszeichnungen in Ländern aus den Charttabellen bzw. Chartboxen sind in ebendiesen zu finden.
| Land/RegionAuszeichnungen für Musikverkäufe (Land/Region, Auszeichnungen, Verkäufe, Quellen) | Silber  | Gold       | Platin       | Verkäufe  | Quellen              |
| -------------------------------------------------------------------------------------------- | ------- | ---------- | ------------ | --------- | -------------------- |
| Australien (ARIA)                                                                            | —       | Gold1      | —            | 35.000    | aria.com.au          |
| Dänemark (IFPI)                                                                              | —       | 2× Gold2   | Platin1      | 165.000   | ifpi.dk              |
| Deutschland (BVMI)                                                                           | —       | 2× Gold2   | —            | 300.000   | musikindustrie.de    |
| Irland (IRMA)                                                                                | —       | —          | 7× Platin7   | 105.000   | irishcharts.ie       |
| Italien (FIMI)                                                                               | —       | Gold1      | Platin1      | 75.000    | fimi.it              |
| Kanada (MC)                                                                                  | —       | 2× Gold2   | —            | 80.000    | musiccanada.com      |
| Mexiko (AMPROFON)                                                                            | —       | —          | Platin1      | 60.000    | Einzelnachweise      |
| Neuseeland (RMNZ)                                                                            | —       | 2× Gold2   | 2× Platin2   | 82.500    | radioscope.co.nz NZ2 |
| Polen (ZPAV)                                                                                 | —       | 3× Gold3   | —            | 60.000    | olis.pl              |
| Schweiz (IFPI)                                                                               | —       | Gold1      | Platin1      | 30.000    | hitparade.ch         |
| Spanien (Promusicae)                                                                         | —       | —          | Platin1      | 60.000    | elportaldemusica.es  |
| Vereinigte Staaten (RIAA)                                                                    | —       | Gold1      | —            | 500.000   | riaa.com             |
| Vereinigtes Königreich (BPI)                                                                 | Silber1 | 5× Gold5   | 3× Platin3   | 3.400.000 | bpi.co.uk            |
| Insgesamt                                                                                    | Silber1 | 20× Gold20 | 17× Platin17 |           |                      |